# 국민당 (1971년 대한민국)
국민당(國民黨)은 1971년에 창당하던 대한민국의 정당이다.

## 역대 지도부
| 대수 | 역대 대표 | 직함         | 임기                               | 비고 |
| ---- | --------- | ------------ | ---------------------------------- | ---- |
| 1    | 윤보선    | 총재         | 1971년 1월 6일 ~ 1971년 7월 10일   | 사퇴 |
| 임시 | 조중서    | 총재권한대행 | 1971년 7월 10일 ~ 1972년 10월 17일 |      |

## 주요 선거 결과

### 대통령 선거
| 연도   | 선거 | 후보자 | 득표     | 득표율        | 결과 | 당락 |
| ------ | ---- | ------ | -------- | ------------- | ---- | ---- |
| 1971년 | 7대  | 박기출 | 43,753표 | \| \| 0.4% \| | 4위  | 낙선 |
|        | 0.4% |        |          |               |      |      |

### 국회의원 선거
|  | 0.65% |

|  | 4.06% |

|  | 0.49% |

## 역대 전당대회
1971년 1월 6일 국민당 창당대회
- 창당선언
- 당헌 및 정강정책 채택
- 총재에 윤보선 전 대통령 추대

1971년 3월 15일 국민당 대한민국 제7대 대통령 선거 후보 지명대회
- 대한민국 제7대 대통령 선거 후보로 윤보선 전 대통령 추대

1971년 3월 22일 윤보선 총재가 후보직을 사퇴함으로써 구성된 대통령후보옹립 7인수권위원회는 박기출 의원을 대통령 후보로 추대했다.